# Crossoverkabel
Een crossoverkabel wordt gebruikt om twee identiek genormde apparaten te verbinden voor gegevensuitwisseling in beide richtingen.

## Voorbeelden

### SCART
Bij een SCART-kabel geldt onder andere de volgende pennummering:
| 1 audio rechts uit 3 audio links uit 19 video uit | 2 audio rechts in 6 audio links in 20 video in |

Een SCART-kabel is altijd een crossoverkabel. De pennen zijn als volgt verbonden: 1-2 en 2-1, 3-6 en 6-3, 19-20 en 20-19.  Dit gaat altijd goed, ongeacht welke apparaten men met elkaar verbindt.

### DIN
Bij een vijfpolige DIN-kabel - die men kan zien als een uitgeklede SCART-kabel, alleen voor audio - is dat anders.
| 1 audio rechts weergave 4 audio links weergave | 3 audio rechts opname 5 audio links opname |

De verbindingen in de kabel zijn rechttoe-rechtaan: 1-1, 3-3, 4-4 en 5-5. Dat werkt als men een verbinding maakt tussen een versterker en een bandrecorder. Op de bandrecorder zijn pennen 3 en 5 de ingangen en op de versterker zijn 1 en 4 de ingangen.
Verbindt men echter twee bandrecorders (of twee versterkers) met elkaar, dan zou men de ingangen met elkaar en de uitgangen met elkaar verbinden. Dat werkt niet. Er is nu een crossoverkabel nodig met de verbindingen 1-5, 5-1, 3-4, 4-3.

### Netwerk
Een netwerkkabel met RJ-45-stekkers is meestal geen crossover. Hij wordt voornamelijk gebruikt voor een verbinding tussen een hub of switch enerzijds en een computer anderzijds. Verbindt men twee hubs met elkaar (of twee computers), dan moet er een crossoverkabel worden gebruikt. Om dat te vermijden hebben veel hubs een aansluiting waarin de pinnen andersom zijn aangesloten. Dit heet een Uplink-port. Moderne hubs en switches kunnen zelf detecteren wat voor kabel er is aangesloten, zodat men hier geen omkijken meer naar heeft.